# Monument voor de Gevallen Helden (2006)
Het Monument voor de Gevallen Helden is een gedenkzuil in Mariënburg, Suriname. Het werd op 30 juli 2006 onthuld door vicepresident Ramdien Sardjoe. Sindsdien zijn de slachtoffers hier jaarlijks herdacht. Tijdens het 120-jarige jubileum in 2022 werd nog een tweede Monument voor de Gevallen Helden onthuld in Mariënburg.
Het monument herinnert aan de bloedig neergeslagen opstand van Mariënburg in 1902. De opstand was ontstaan vanwege de lage lonen voor het zware werk. De misdragingen van James Mavor, directeur van de Nederlandsche Handel Maatschappij (NHM), maakten de arbeiders woedend. Zij achtervolgden hem en brachten hem om. Het leger arresteerde een aantal verdachten, waarop arbeiders woedend naar het kantoor trokken. Het leger opende het vuur met 24 doden tot gevolg. Ze werden in een massagraf geworpen en met ongebluste kalk bestrooid zodat ze niet teruggevonden zouden worden. Acht arbeiders werden tot 12 jaar dwangarbeid veroordeeld.
Het monument is een initiatief van de Stichting Gevallen Helden 1902 met Dharm Mungra als voorzitter. Het bestaat uit drie rechtopstaande plaquettes. Het eerste is klein en grijs en vertelt de geschiedenis achter het monument. Het tweede is zwart en lang en bevat de namen van de omgekomen arbeiders. Het derde is klein en grijs en bevat de tekst: "Monument ter nagedachtenis aan alle dappere contractarbeiders bij de opstand van 30 juli 1902".